# St. Moritz (Deutleben)

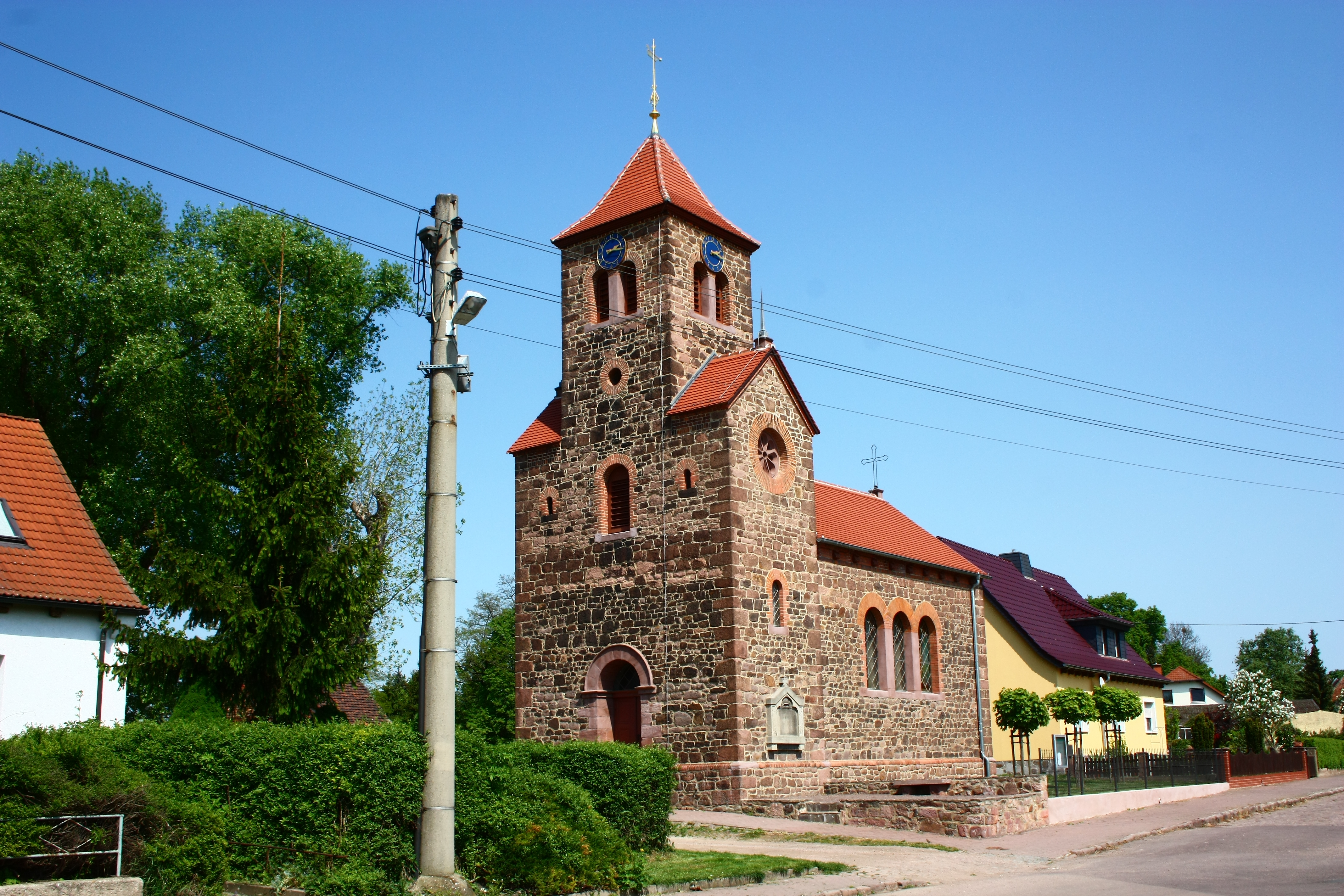
St. Moritz (Deutleben)

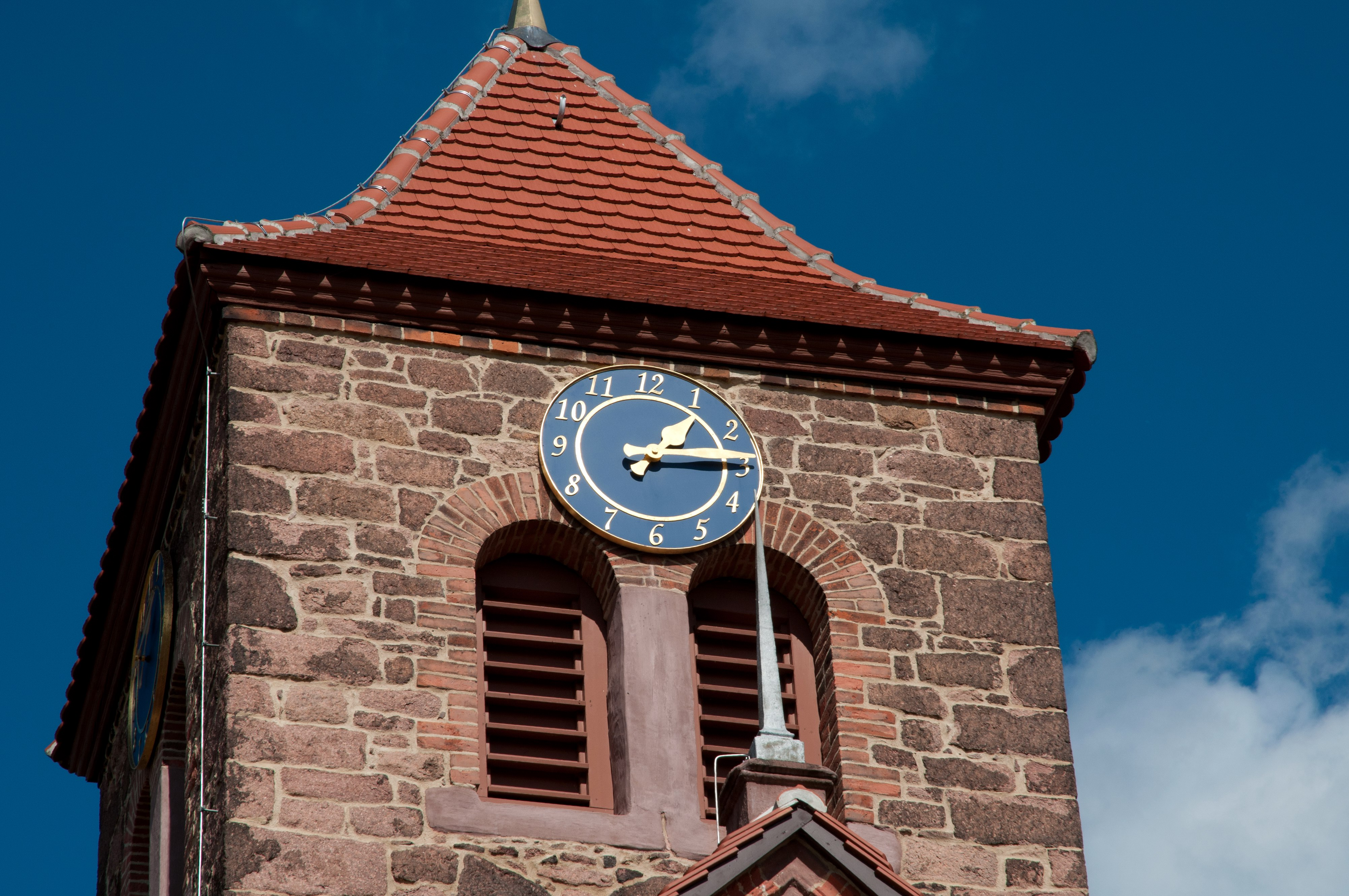
Turmspitze

St. Moritz ist die evangelische Dorfkirche von Deutleben. Sie befindet sich in der Ortschaft Neutz-Lettewitz der Stadt Wettin-Löbejün im Saalekreis in Sachsen-Anhalt. Sie gehört zur Kirchengemeinde Neutz im Kirchengemeindeverband Wettin des Pfarrbereichs Wettin im Kirchenkreis Halle-Saalkreis der Evangelischen Kirche in Mitteldeutschland. Das Gotteshaus steht als Baudenkmal unter Denkmalschutz und ist im Denkmalverzeichnis mit der Nummer 094 55005 erfasst.

## Geschichte und Baubeschreibung
Deutleben soll bereits im 11. Jahrhundert eine erste Holzkirche besessen haben. Diese befand sich auf dem alten Friedhof. Das Moritz-Patrozinium ist die deutsche Entsprechung des heiligen Mauritius, der auch Schutzpatron des Erzbistums Magdeburg war. Zunächst war diese Kirche eine Prälatur des Magdeburger Domkapitels, wurde aber nach der Reformation zur Filialkirche der Wettiner Stadtkirche gemacht, so dass die Prälatur Deutleben auf diese überging. Über die Baugestalt ist wenig bekannt. Im Dreißigjährigen Krieg wurde 1636 der Kirchturm durch die Schweden in Brand gesetzt. Eine zweite Beschädigung des Gotteshauses während dieses Krieges ist ohne exakte Jahresangabe überliefert. Ein weiterer Kirchenbrand ereignete sich im Jahr 1750. Von dieser Vorgängerkirche ist nicht viel mehr erhalten als zwei ihrer drei Glocken.
Im Jahr 1843 wurde August Soller mit einem Neubau beauftragt. Er entwarf eine romanisierende Kirche mit Mauerwerk aus Porphyr. Erbaut wurde sie in den Jahren von 1845 bis 1848 am Nordrand des Dorfes. Obwohl romanische Kirchen mit einem Westquerturm im Umfeld häufiger anzutreffen sind, ist die Moritzkirche gerade hier am deutlichsten als Werk des 19. Jahrhunderts zu erkennen, da die Details mit Backstein ausgeführt wurden, man Fensterrosen verwendete und das Obergeschoss des Turms aus diesem Unterbau heraushob, was bei keiner der romanischen Kirchen des Umfeldes auftritt. Den Ostgiebel bekrönt ein Metallkreuz, zudem findet sich an der Ostseite eine Apsis, über deren Bogen die Inschrift „Ehre sei Gott in der Höhe“ steht. Die symmetrische Verteilung von Fenstern an dem Gebäude macht die Kirche zu einem typischen Bauwerk des Rundbogenstils. Am Schiff werden Koppelfenster angedeutet. Alle Dächer weisen geringfügige Auskragungen auf.
Die Weihe vollzog der Superintendent Hermann Ludwig Dryander am 12. November 1848. Der Westvorbau ist mit 7,35 Metern etwas breiter als der sieben Meter breite und 10,20 Meter lange Saalbau. Von Westen nach Osten misst der Turm vier Meter. Im Jahr 1952 wurde das Turmdach vereinfacht und die Turmuhr, die von einem Turm aus einem der Gutshöfe Deutlebens („Günthers Hof“) stammt, samt Ziffernblättern in die Kirche eingebaut. Die Turmuhr wird auf das Jahr 1886 datiert.

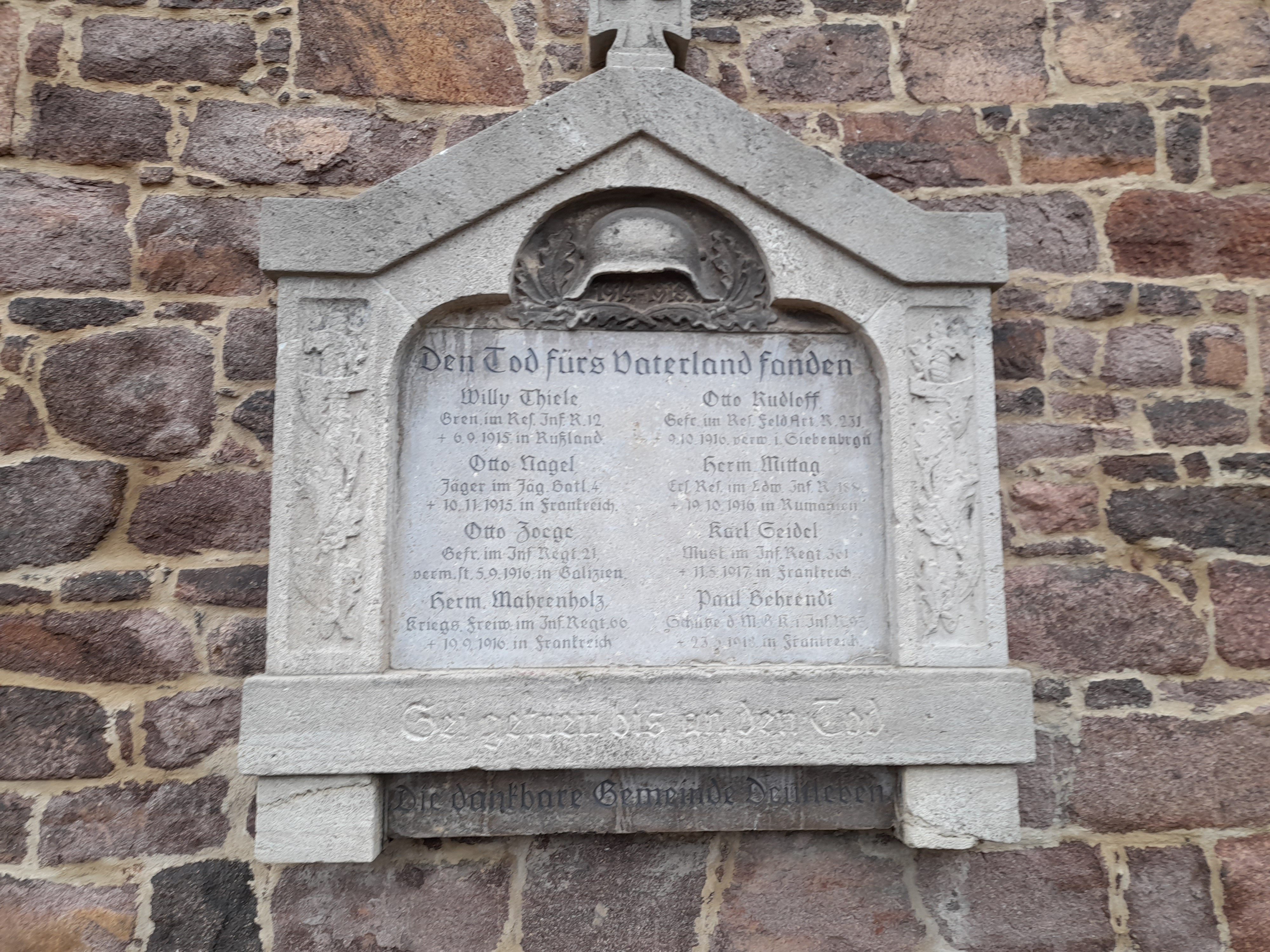
Gedenktafel Erster Weltkrieg

Da die Kirche jahrzehntelang nicht restauriert wurde, gründete sich am 4. Mai 2005 der Förderverein Dorfkirche Deutleben e.V., nachdem es Gerüchte über den Verkauf des Gotteshauses gab. Dieser erreichte mit Spendensammlungen die Außensanierung der Kirche in den Jahren von 2007 bis 2010, wobei unter anderem die Fenster nach Entwürfen von Christiane Schwarze-Kalkoff (Halle) durch die Glaserei Crone (Bad Lauchstädt) und die Metallwerkstatt Jörg Otto (Halle) restauriert wurden.
Im Jahr 2007 wurde unter anderem das Dach neu gedeckt, die Uhr erhielt eine Computersteuerung und neue Ziffernblätter, die Portale wurden erneuert und die Fenster des Turms ausgetauscht. Man gestaltete den Kirchhof zu einem „Kirchgarten“ um. Zudem erhielt der Kirchturm eine Kugel als Bekrönung und eine Nachbildung der Wetterfahne. Diese – wie auch Zeiger und Uhrenblatt – schuf Jörg Otto. In der Kugel wurden zeitgeschichtliche Dokumente untergebracht. Der Innenausbau erfolgte im Jahr 2011, wobei unter anderem die Wände neu verputzt wurden, ein Austausch des Kirchengestühls erfolgte und der Fußboden angeglichen wurde.
An der Außenwand befindet sich eine Gedenktafel für die Gefallenen des Ersten Weltkriegs. Neben Gottesdiensten dient die Kirche auch für Musik- und Kulturveranstaltungen. Diese waren lange Zeit Teil der Spendensammlung.

## Ausstattung
Ein Verzeichnis aus dem Jahr 1647 nennt Altar und Kanzel, aber keine Orgel. Die Glocken wurden in den Nachfolgebau übernommen, allerdings wurde die dritte und größte Glocke im Ersten Weltkrieg als Metallspende zu Kriegszwecken eingeschmolzen. Diese wurde laut der Inschrift im Jahr 1708 von Peter Becker in Halle gegossen und hatte einen Durchmesser von einem Meter. Die jüngere der erhaltenen Glocken wird auf die Zeit um 1300 datiert und hat einen Durchmesser von 80 Zentimetern, die ältere soll aus romanischer Zeit stammen und misst einen halben Meter im Durchmesser. Diese ist – wie auch andere Glocken in Deutschland (siehe etwa Saufang) – mit der Sage verknüpft, dass eine Sau sie beim Wühlen im Boden freilegte. Das ist zumeist ein Hinweis darauf, dass sie aus einer Wüstungskirche übernommen wurde. Beide erhaltenen Glocken besitzen keine Inschriften. Jüngere Forschungen datieren die ältere Glocke, die an die Turmuhr gekoppelt ist, auf die Zeit um das Jahr 1270, die jüngere, die sechs Reliefs aufweist, auf die Mitte des 14. Jahrhunderts.
Der heutige Bau besitzt eine farbig gefasste Kassettendecke. Das Altarbild zeigt die Himmelfahrt Christi und wurde im Jahr 1908 vom damaligen Pfarrer Hundertmark geschaffen.